# Ahmad Benali
Ahmad Benali   (Manchester, 7 de febrer de 1992) és un exfutbolista libi de la dècada de 2010.
Fou internacional amb la selecció de futbol de Líbia.
Pel que fa a clubs, destacà a Manchester City FC, While at the Manchester City youth team, Benali was given the captaincy, Rochdale, Brescia Calcio, Pescara i FC Crotone.